# Papa Damaso I
Dàmaso I (Roma o Guimarães, 305 circa – Roma, 11 dicembre 384) è stato il 37º papa della Chiesa cattolica, che lo venera come santo. Primo pontefice massimo dopo la rinuncia alla carica dell'imperatore Graziano, fu papa dal 1º ottobre 366 fino alla sua morte.

## Biografia
Figlio dell'iberico Antonio (prete aggregato alla chiesa di San Lorenzo) e di una certa Laurentia, si è ritenuto per molto tempo che fosse nato nell'attuale Portogallo, ma ricerche storiche più recenti sembrano indicare che egli possa essere nato a Roma; di certo crebbe a Roma al servizio della chiesa di San Lorenzo martire.

### Damaso contro Ursino
L'elezione e il mandato di Damaso si inseriscono in una frattura dei cristiani romani avvenuta durante il regno dell'imperatore Costanzo II, il quale nel 355 depose ed esiliò da Roma il vescovo Liberio (352–366) per essersi opposto alla sua politica anti-nicena e per non aver condannato Atanasio di Alessandria; al suo posto fu eletto Vescovo il diacono Felice. Qualche tempo dopo Liberio fu riabilitato, per le pressioni che alcune ricche matrone romane avevano esercitato sull'Imperatore tramite i loro mariti, e Liberio tornò a Roma, dove ora si trovavano però due vescovi. La frattura sembrò ricomporsi con la morte di Felice nel novembre del 365, ma alla morte di Liberio, il 24 settembre 366, il clero romano si divise nuovamente in due fazioni: una, che faceva riferimento a Felice, scelse e consacrò il diacono Ursino; l'altra, composta da coloro che avevano sostenuto Liberio, elesse e consacrò Damaso.
È probabile che Ursino e Damaso siano stati eletti contemporaneamente, con Ursino che fu scelto e consacrato nella basilica Iulii trans Tiberim (la basilica di Santa Maria in Trastevere), e Damaso eletto e consacrato nella chiesa del titolo in Lucinis (la chiesa di San Lorenzo in Lucina). Le fonti antiche si dividono sulle date precise: la Collectio Avellana precisa che Ursino fu scelto e consacrato prima di Damaso, e riporta come i sostenitori di quest'ultimo assediarono per tre giorni i sostenitori di Ursino nella basilica Iulii; Rufino afferma che fu invece Damaso a essere scelto per primo, e che allora Ursino si fece scegliere e consacrare vescovo prima della consacrazione del suo avversario; Girolamo non menziona chi sia stato scelto per primo, ma afferma che Damaso fu consacrato per primo.

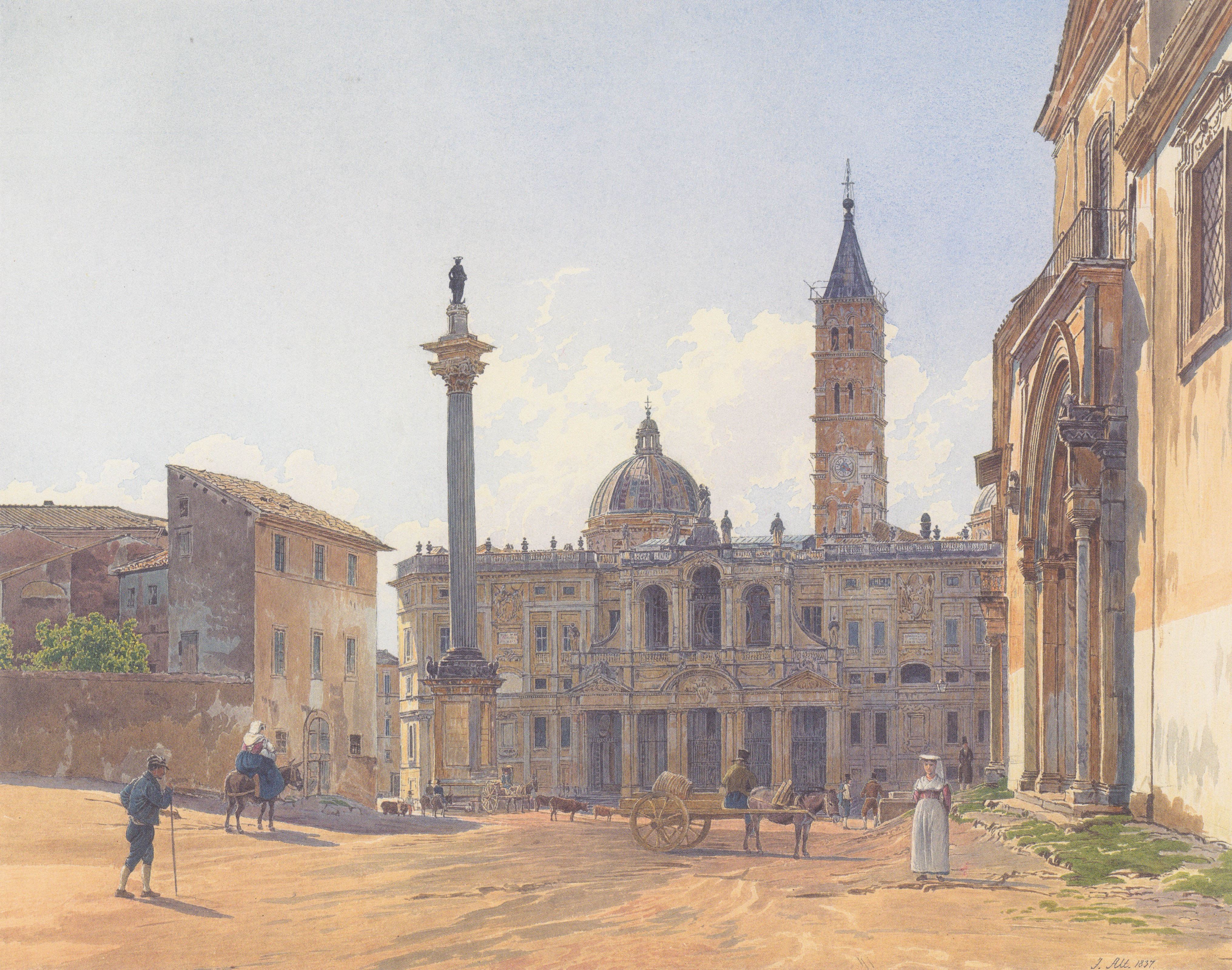
La basilica di Santa Maria Maggiore a Roma, l'antica «basilica di Sicinino», fu teatro di scontri tra i sostenitori di Damaso e quelli del suo avversario Ursino: in un'occasione i sostenitori di Damaso attaccarono gli ursiniani raccolti nella basilica e gli scontri causarono 160 morti.

Damaso si appellò alle autorità civili e il praefectus urbi Vivenzio Scisciano, ubbidendo agli ordini dell'imperatore Valentiniano I, esiliò Ursino; la Collectio Avellana afferma però che Ursino fosse stato esiliato perché Damaso aveva corrotto Vivenzio e il praefectus annonae Giuliano. Vivenzio non intervenne militarmente per fermare gli scontri tra le fazioni, ma anzi si allontanò da Roma, e i sostenitori di Damaso e Ursino continuarono i loro scontri. Ammiano Marcellino narra un attacco alla basilica di Sicinino (la basilica liberiana) che causò 137 morti:
(Res Gestae, XXVII, 12-14)
Nella Collectio Avellana si cita un altro sanguinoso episodio: i sostenitori di Ursino si erano rifugiati nella basilica liberiana, ma lì furono assaliti dai seguaci di Damaso (26 ottobre), e alla fine degli scontri si contarono 160 morti e molti feriti.
Nel maggio 367 a Vivenzio succedette il senatore gallico Giunio Pomponio Ammonio; ad agosto dello stesso anno entrò invece in carica Vettio Agorio Pretestato; Ursino si appellò all'imperatore Valentiniano per poter tornare a Roma con i propri diaconi, e l'Imperatore lo perdonò e gli concesse il ritorno. Ma non appena Ursino tornò a Roma (15 settembre 367), scoppiarono nuovamente degli scontri tra i suoi sostenitori e quelli di Damaso, e gli ursiniani continuarono a occupare la basilica liberiana.
Pretestato decise di intervenire per porre fine definitivamente agli scontri. Si schierò dalla parte di Damaso e fece bandire nuovamente Ursino; fece anche espellere gli ursiniani da Roma, anche se l'imperatore limitò il bando all'area intra muros, gli ursiniani ripresero a riunirsi fuori le mura, ad Sanctam Agnem (la basilica di Sant'Agnese fuori le mura), ma anche qui furono attaccati dai damasiani. Damaso ricevette dal prefetto la basilica di Sicinino, che era la sede principale degli ursiniani.
Dalla Gallia prima e da Milano successivamente, nel 370 Ursino fece accusare Damaso di gravi delitti da un ebreo di nome Isacco. Fu celebrato un processo che nel 372 assolse il Vescovo di Roma, e Ursino, per decreto del nuovo imperatore Graziano, fu definitivamente esiliato a Colonia.
Questi contrasti si rifletterono non solo sulla reputazione di Damaso ma anche su quella della Chiesa romana. Molti, sia nella società pagana che in quella cristiana, videro in Damaso un uomo le cui ambizioni terrene erano superiori alle preoccupazioni pastorali. Nel 378, alla corte imperiale, fu mossa contro Damaso anche un'accusa di adulterio, dalla quale fu scagionato prima dall'imperatore Graziano e, poco dopo, da un sinodo romano di quarantaquattro vescovi, che scomunicò i suoi accusatori.

### Damaso e le eresie
In un periodo piuttosto burrascoso per il cristianesimo e nonostante le accuse personali, grazie alla forte personalità Damaso si batté per il riconoscimento della supremazia della sede episcopale di Roma e difese con vigore l'ortodossia cattolica contro tutte le eresie. In due sinodi romani (368 e 369 o 370) condannò fermamente l'apollinarismo e il macedonianismo. Nel secondo dei due sinodi scomunicò Aussenzio, il vescovo ariano di Milano (che comunque mantenne la sede fino alla morte, nel 374, quando fu sostituito da Ambrogio).
Il sinodo di Antiochia del 378 stabilì la legittimità di un vescovo solo se riconosciuto tale da quello di Roma, e forte di questo diritto (e spalleggiato dal vescovo Ambrogio da Milano che coniò, per l'occasione, la formula "Dove è Pietro, là è la Chiesa") depose immediatamente tutti i vescovi ariani. Nella lotta contro l'arianesimo, che fu sensibilmente ridotto anche per la favorevole politica degli imperatori Graziano in Occidente e Teodosio I in Oriente, si avvalse anche del grande aiuto di San Girolamo, ardente predicatore dell'ortodossia.
Il momento era favorevole al dogmatismo cattolico, come è dimostrato dalla convocazione del Concilio di Costantinopoli (381), nel quale, oltre alla ferma condanna di tutte le eresie, venne affermata la divinità dello Spirito Santo e ribadito, in una formulazione più precisa, il "simbolo niceno" già affermato nel concilio di Nicea del 325.
Damaso, nel 382, sollecitò san Girolamo (che fu anche suo segretario privato per qualche tempo) ad intraprendere la revisione delle antiche versioni latine della Bibbia, nota come "Vulgata". Grazie al suo impegno, la Chiesa orientale, nella persona di Basilio di Cesarea (nei confronti del quale Damaso nutrì però sempre dei sospetti), ne implorò l'aiuto e l'incoraggiamento contro l'arianesimo che laggiù era trionfante. Sulla questione dello scisma meleziano ad Antiochia di Siria, Damaso, con Atanasio d'Alessandria prima e poi Pietro II di Alessandria (che ospitò a Roma durante l'esilio) parteggiò per la fazione di Paolino, considerato più rappresentativo dell'ortodossia di Nicea; alla morte di Melezio, Damaso cercò di assicurare la successione a Paolino nella sede episcopale di Licopoli.
Damaso convocò il sinodo di Roma del 382 che prese atto del canone del Nuovo Testamento, riconoscendo la legittimità dei 27 libri che erano già letti da tutte le chiese e di origine apostolica, confermati successivamente da altri sinodi. Per quanto riguarda l'antico testamento furono aggiunti alcuni libri che la tradizione ebraica indica come "letture" e non testi canonici. Venne inserito il nuovo testamento composto dai quattro Vangeli, gli Atti degli apostoli, le 14 lettere di Paolo, 7 lettere universali e Apocalisse; quindi commissionò la traduzione in latino della bibbia ebraica, facendo così nascere la così detta Bibbia Vulgata, ancora oggi utilizzata dalla Chiesa cattolica durante i suoi riti. Il sinodo di Roma non era un concilio ecumenico "infallibile" ma soltanto un sinodo locale.
Il pontefice sostenne, inoltre, l'appello dei senatori cristiani all'imperatore Graziano per la rimozione dell'altare della Vittoria dal Senato e sotto il suo pontificato fu emanato il famoso Editto di Tessalonica di Teodosio I, (27 febbraio 380), che definiva il credo niceno (e quindi il Cristianesimo nella formulazione romana) come religione di Stato. Oltre all'affermazione della formula nicena, che dunque toglieva di mezzo le dottrine ariane, l'editto definiva per la prima volta i Cristiani seguaci del vescovo di Roma “cattolici”, bollando tutti gli altri come eretici e come tali soggetti a pene e punizioni.

### Autorità della Chiesa e primato della Sede apostolica

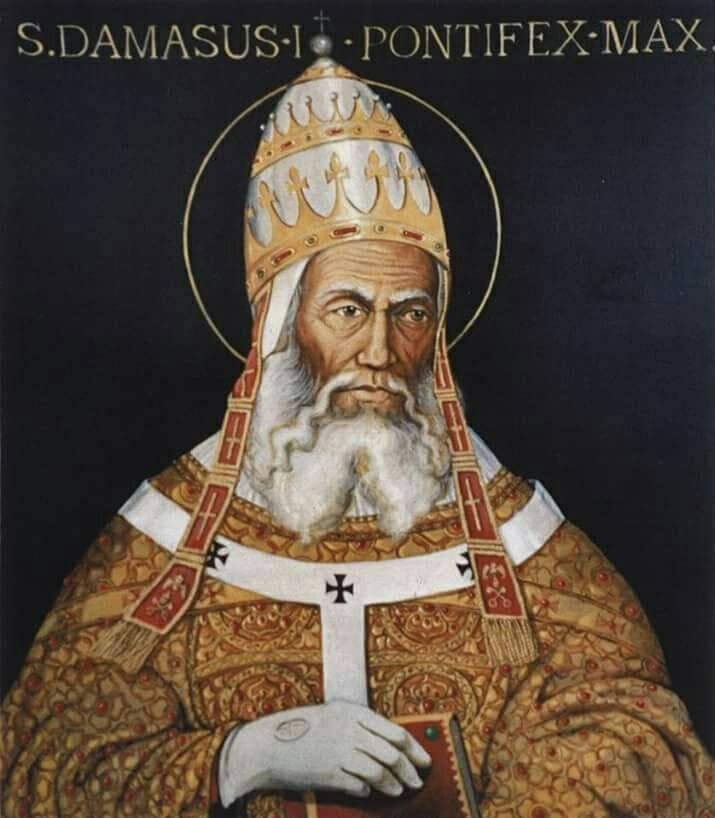
Giuseppe Tedeschi, Ritratto di Papa Damaso I (2002; olio su tela, 100x100 cm), Ambasciata di Spagna presso la Santa Sede

Quando, nel 379, l'Illiria si staccò dall'Impero romano d'Occidente, Damaso si affrettò a salvaguardare l'autorità della Chiesa di Roma nominando un vicario apostolico nella persona di Ascolio, vescovo di Tessalonica. Questa fu l'origine dell'importante vicariato papale legato a quella sede.
Damaso fu il primo vescovo di Roma ad invocare il "testo petrino" (Matteo 16,18), secondo il quale il primato della Sede Apostolica, variamente favorito da atti imperiali ed editti dei suoi tempi, non si basa sulle delibere dei concili, ma sulle parole di Gesù Cristo. Da Damaso in poi, infatti, si nota un marcato aumento del volume e dell'importanza delle pretese di autorità e di primato da parte dei vescovi romani.
Questo sviluppo delle prerogative papali, specialmente ad Occidente, portò anche a un grande aumento dello sfarzo. Tale splendore secolare riguardò molti membri del clero romano, i cui scopi mondani ed i cui costumi furono duramente redarguiti da san Girolamo, provocando (29 luglio 370) un editto dell'imperatore Valentiniano I indirizzato al papa, che vietava ad ecclesiastici e monaci (in un secondo tempo anche vescovi e monache) di perseguire vedove ed orfani nella speranza di ottenere da loro regali e lasciti. Il papa impose che la legge fosse strettamente osservata.
Un certo numero di immagini di «DAMAS» in coppe in vetro dorato probabilmente rappresentano questo pontefice e sembrano essere le prime immagini contemporanee di un papa a conservarsi, sebbene non vi sia alcun tentativo di riprodurne correttamente le fattezze. «Damas» appare con altre figure, tra cui un Floro che potrebbe essere il padre di Proiecta Turcia. È stato suggerito che Damaso, o qualcuno del suo gruppo, abbia commissionato e distribuito queste coppe ad amici e sostenitori, parte di un programma «che inseriva insistentemente la sua presenza episcopale nel panorama cristiano».

### Altri campi d'azione
Damaso può essere considerato il primo papa mecenate della storia. Contribuì notevolmente anche all'arricchimento liturgico ed estetico delle chiese cittadine. Dopo il termine della Grande Persecuzione i cristiani tornarono a professare la loro religione in pubblico, pertanto le Catacombe di Roma iniziarono ad andare in disuso. Damaso, però, vi fece eseguire lavori di restauro, consolidamento ed ampliamento, impedendone la rovina. Dilettandosi di poesia, man mano che rinveniva ed identificava i sepolcri dei martiri e dei vescovi, componeva epigrammi in loro onore e li faceva trascrivere dal calligrafo Furio Dionisio Filocalo sui rispettivi sepolcri. Nella cripta dei papi del cimitero di Callisto fece scrivere: «Qui io, Damaso, desidererei far seppellire i miei resti, ma temo di turbare le pie ceneri dei Santi». La passione di archeologo era nutrita, in Damaso, da una profonda pietà e la sua azione apostolica era guidata da un alto senso di responsabilità.
Questi abbellimenti cerimoniali e l'enfasi sull'eredità romana di Pietro e Paolo portò ad un generale convincimento, presso le classi alte romane, che la vera gloria di Roma era cristiana e non pagana. Tutto ciò rese socialmente più accettabile, per le classi alte, la conversione al cristianesimo.
Papa Damaso intuì perfettamente quale doveva essere il ruolo della Chiesa nel collegamento e nell’inserimento tra il potere papale e quello imperiale: per poter attuare questo progetto, egli doveva prendere possesso del luogo più importante che deteneva il potere politico a Roma, il Palatino. Per questo motivo, tra l'anno 375 e il 379, le spoglie mortali di san Cesario di Terracina furono traslate da Terracina a Roma, con l'assistenza di papa Damaso intro Romanum Palatium, in optimo loco, imperiali cubicolo, ossia nella Domus Augustana sul colle Palatino (nel sito di Villa Mills, distrutta), affinché l’imperatore avesse avuto un santo tutelare di nome Caesarius. San Cesario, quindi, sostituì il culto dei Divi Cesari. All'interno di questo palazzo imperiale venne eretto un oratorio in onore del martire chiamato San Cesareo in Palatio. Esso fu il primo luogo di culto cristiano, regolarmente ed ufficialmente costituito sul Palatino: fu il segno palese della consacrazione cristiana del palazzo imperiale perché sostituì il larario domestico degli imperatori pagani ed ebbe vero e proprio carattere di cappella palatina.
Damaso restaurò anche la chiesa della quale era stato diacono (la basilica di San Lorenzo in Damaso) e provvide alla corretta conservazione degli archivi della Chiesa romana. In onore del trasferimento provvisorio in quel luogo (358) dei corpi dei santi Pietro e Paolo, fece costruire nella basilica di San Sebastiano sulla via Appia, il monumento marmoreo noto come "Platonia", e lo fece decorare con un'iscrizione.
Sulla Via Ardeatina fece costruire, tra i cimiteri di Callisto e Domitilla, una basilicula (piccola chiesa), le cui rovine furono scoperte tra il 1902 e il 1903 e che, secondo il Liber pontificalis, conterrebbe i resti mortali del papa, di sua madre e di sua sorella. In questa occasione lo scopritore, monsignor Joseph Wilpert, trovò anche l'epitaffio della madre del papa, Laurentia.
Damaso fece costruire in Vaticano un battistero in onore di san Pietro e lo fece decorare con una delle sue artistiche iscrizioni, ancora preservata nelle cripte del Vaticano. Fece drenare questa regione sotterranea in modo che i corpi ivi sepolti (juxta sepulcrum beati Petri) non fossero corrotti da acque stagnanti o di riflusso.
La sua devozione per i martiri romani è conosciuta grazie al lavoro di Giovanni Battista de Rossi. Damaso compose anche un certo numero di brevi epigrammi su vari martiri e santi e degli inni, o Carmina.
Nel 382 fece pervenire al Concilio di Roma una sua lettera, il De explanatione fidei, in cui tra le varie disposizioni stabilisce il canone biblico, osservato ancora oggi dalla Chiesa cattolica.
Damaso morì l'11 dicembre 384. Anche per sé aveva composto un epitaffio:
(Epigr. 9 Ihm)

## Culto
La sua festa ricorre l'11 dicembre.

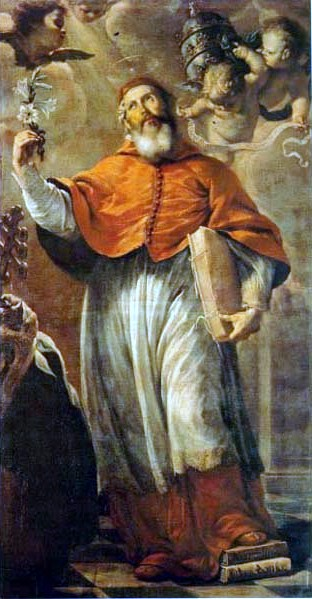
Papa Damaso I dipinto da Juan Carreño de Miranda, 1685

La tradizione vuole che il 1º settembre del 1577 il cardinale Alessandro Farnese il giovane abbia fatto traslare le sue spoglie, insieme a quelle di papa Eutichiano, nella basilica di San Lorenzo in Damaso. La reliquia del suo cranio è conservata nella basilica di San Pietro in Vaticano, mentre quella di un braccio, secondo quanto scritto su una lapide del 1091, si troverebbe nella chiesa di San Tommaso in Parione.
Per le sue attività nelle catacombe è venerato come il protettore degli archeologi.
Dal Martirologio Romano:
Dal 2011 questo santo ha dato il nome all'Università ecclesiastica San Damaso, un centro cattolico di istruzione superiore appartenente all'Arcivescovado di Madrid, in Spagna, dove si possono trovare teologia, diritto canonico, scienze religiose, letteratura cristiana e classica e filosofia.